# Tonny de Jong
Tonny de Jong (Scharsterbrug, 17 juli 1974) is een voormalig schaatsster uit Nederland, die opgroeide in Langezwaag , woonde in Heerenveen (gemeente) en later naar Calgary verhuisde. Haar bijnaam was Pocket Rocket vanwege haar hoge snelheid en geringe lengte.

## Biografie
De Jong studeerde op de Middelbare Laboratorium School. Ze ging schaatsen omdat haar vriendinnetje dat ook deed, geïnspireerd door de Elfstedentocht van 1986. Ze was even actief in het shorttrack, maar stopte daarmee toen ze in de Friese langebaanselectie kwam. Ze werd in haar juniorentijd nooit nationaal kampioene, maar met de komst van schaatscoach Sijtje van der Lende veranderde dat toen ze vanuit niets op de 86e positie binnenkwam in de Adelskalender.

### Klapschaats
Tussen 1996 en 2002 won De Jong meerdere malen het Nederlands Kampioenschap Allround. Tevens won De Jong tussen 1996 en 2002 meerdere malen de gouden medaille op de langere afstanden bij de Nederlandse kampioenschappen. Hieraan vooraf besloten zij, Carla Zijlstra en Barbara de Loor in de zomer van 1996 over te stappen op de klapschaats, samen met Van der Lende. In november 1996 plaatste De Jong zich voor de wereldbekerwedstrijden dat seizoen en reed zij in Berlijn op de 1500 meter zich verrassend in de kijker. Ze werd verslagen door Gunda Niemann, maar een dag later won zij als eerste een internationale 3000 meter op klapschaatsen. Aan het einde van het seizoen eindigde ze op de 1500 meter als tweede achter Niemann en won ze de cup over 3000 en 5000 meter, voor Niemann en Zijlstra. In 1997 werd zij verrassend Europees kampioene allround in Thialf en won drie van de vier afstanden. Door deze prestatie werd zij dat jaar verkozen tot Sportvrouw van het jaar. In 1999 veroverde ze opnieuw de Europese titel allround in Heerenveen.
De Jong nam van 1994 tot en met 2002 negen opeenvolgende jaren deel aan het WK Allround. In de jaren dat ze Europees kampioene werd, 1997 en 1999, werd ze derde op het WK Allround. In 1997 veroverde ze op de 1500 meter de bronzen en op de 5000m de zilveren afstandsmedaille. In 1998 veroverde ze haar derde, en laatste, afstandsmedaille op het WK Allround, brons op de 5000 meter. In 1999 stond ze als tweede vrouw, na Trijnie Rep in 1973, op het erepodium van het WK Allround zonder een afstandsmedaille op het kampioenschap veroverd te hebben. 
In 2002 reed De Jong op de Olympische Spelen, verscheen ze met een naaktreportage in het maart-nummer van Playboy en stopte ze na het WK Allround met schaatsen. Op 26 april 2003 trouwde zij in Heerenveen met de Canadese schaatser Mark Knoll en kreeg ze drie kinderen. Hierna is ze in de artistieke geest van haar zusje Maaike de Jong interieur-designer geworden.
Op 7 januari 2009 verscheen er een speciaal EK-postzegelboekje waarin acht Nederlandse Europees kampioenen staan die in Thialf de voorgaande tien jaar die titel wisten te behalen. De Jong is de enige Nederlandse vrouw.
In januari 2015 verscheen ze op tv als deelnemer aan het derde seizoen Expeditie Poolcirkel van RTL 5, waarin ze vierde werd.

## Persoonlijke records
| Afstand    | Tijd    | Datum            | Baan           |
| ---------- | ------- | ---------------- | -------------- |
| 500 meter  | 39,36   | 27 januari 2002  | Calgary        |
| 1000 meter | 1.16,23 | 21 februari 1999 | Calgary        |
| 1500 meter | 1.56,02 | 20 februari 2002 | Salt Lake City |
| 3000 meter | 4.00,49 | 10 februari 2002 | Salt Lake City |
| 5000 meter | 7.01,17 | 23 februari 2002 | Salt Lake City |

## Resultaten
| jaar | NK Afstanden                       | NK Allround | NK Sprint | EK Allround | WK Allround | WK Sprint | WK Afstanden                 | Olympische Spelen             | WK Junioren |
| ---- | ---------------------------------- | ----------- | --------- | ----------- | ----------- | --------- | ---------------------------- | ----------------------------- | ----------- |
| 1993 | ns2 500 7e 1500m 5e 3000m 5e 5000m |             |           |             |             |           |                              |                               | 9e          |
| 1994 | ns2 500m · 1500m · 4e 300m · 5000m |             |           | 8e          | 12e         |           |                              | 10e 1500m 11e 3000m 11e 5000m | 5e          |
| 1995 | 1500m · 4e 3000m · 5000m           | Zilver      | 4e        | Brons       | 10e         |           |                              |                               |             |
| 1996 | 3000m · 5000m                      | Zilver      |           | 4e          | 5e          |           | 11e 1500m 9e 3000m 4e 5000m  |                               |             |
| 1997 |                                    | Goud        |           | Goud        | Brons       |           | 5e 1500m 10e 3000m 6e 5000m  |                               |             |
| 1998 | 1500m · 3000m · 5000m              | Goud        |           | 7e          | 4e          |           | 7e 3000m 5e 5000m            | 18e 1500m 16e 3000m 5e 5000m  |             |
| 1999 | 1000m · 1500m · 3000m              |             | Brons     | Goud        | Brons       | 14e       | 1500m · 3000m · 5000m        |                               |             |
| 2000 | 4e 500m                            | Zilver      |           | 5e          | 6e          |           | 4e 3000m · 5000m             |                               |             |
| 2001 | 1000m · 1500m · 3000m              | Goud        |           |             | 8e          |           | 18e 1500m 18e 3000m 9e 5000m |                               |             |
| 2002 | 1500m · 3000m · 5000m              |             |           | 4e          | 7e          |           |                              | 7e 1500m 5e 3000m 7e 5000m    |             |